# ČSD-Baureihe M 284.1
Die Fahrzeuge der ČSD-Baureihe M 284.1 waren vierachsige Dieseltriebwagen der einstigen Tschechoslowakischen Staatsbahn (ČSD) für den Schnellzugverkehr. Die Fahrzeuge und ihre Vorgängerbauart M 284.0 sind eine Weiterentwicklung der M 273.0, denen sie im Grundaufbau her ähneln.

## Geschichte
Die Fahrzeuge wurden noch vor dem Zweiten Weltkrieg bestellt und entwickelt. Zur Auslieferung der M 284.0 kam es erst 1947, als dringend Fahrzeuge benötigt wurden. Daher waren sie zum Zeitpunkt der Auslieferung schon technisch etwas überholt. Gefertigt wurden die M 284.1 bei Královopolská in Brno (Wagenkasten, 1948) und ČKD Prag (Maschinenanlage, 1951). Eine konzeptionelle Weiterentwicklung der Fahrzeuge hat es nicht gegeben. Als äußerliches Hauptmerkmal haben sie eine windschnittige Gestaltung des Wagenkastens.

## Technische Merkmale
Die Triebwagen wurden von zwei 8-Zylinder-Dieselmotoren mit einer Leistung von je 280 PS angetrieben. Entgegen der Reihe M 284.0 besaßen sie den 8-Zylinder-Dieselmotor 8 V 170 DR von ČKD Sokolovo. Dieser Motor war ein Saugmotor. Da sie sehr störanfällig waren, wurden sie später gegen Motoren des Typs 12 V 170 DR ausgetauscht. Ebenso wurden bei Schadensfällen die Ölpumpen ausgewechselt. Die Gesamtleistung des Fahrzeuges stieg durch den Umbau auf 600 PS. Das Fahrzeug war damit der stärkste Triebwagen der ČSD. Seine Motorleistung wurde erst 1968 von dem M 296.1 überboten.
Der Fahrgastraum war ausgerüstet mit mehreren Abteilen mit Seitengang und hatte in der damaligen 3. Klasse 86 Sitzplätze. Die Beheizung geschah über Heißluftgeräte mit elektrischer Energie.

## Einsatz
Die Triebwagen der Reihe M 284.1 waren von Prag aus eingesetzt und bedienten von dort im schweren motorisierten Schnellzugdienst die von dort ausgehenden Strecken, so nach Turnov, Havlíčkův Brod und Jihlava. Als genügend Triebwagen der M 262.0 zur Verfügung standen, wurden sie in deren Dienstplänen verwendet. Dadurch kam es dann nicht zu weiteren Einsätzen der Fahrzeuge.
Ihre Konstruktion war im mechanischen sowie elektrischen Teil nicht mehr auf dem neuesten Stand, und die geringe Stückzahl von nur acht Wagen brachte betriebliche Nachteile mit sich. Das führte dazu, dass die Fahrzeuge nach nur zehn Jahren aus dem aktiven Dienst ausschieden.
Laut offizieller Statistik des Ministeriums für Eisenbahnwesen waren 1961 noch fünf Triebwagen in Betrieb. Als offizielle Ausmusterung des letzten Fahrzeuges gilt das Jahr 1964, als mit dem M 284.107 der letzte Wagen ausgemustert wurde. Die Hälfte der Fahrzeuge wurde verschrottet und einige als Arbeitswagen umgebaut.